# Kiss Me (canção de Robbie Williams)
"Kiss Me" é uma canção escrita por Stephen Duffy gravada pelo cantor Robbie Williams.
É o segundo single do sétimo álbum de estúdio lançado a 23 de Outubro de 2006, Rudebox.

## Paradas
| Parada (2006)              | Posição |
| -------------------------- | ------- |
| Noruega - VG-lista         | 13      |
| Suécia - Sverigetopplistan | 56      |